# Polio Initiative Europa
Die Polio Initiative Europa ist eine deutsch-europäische Gesellschaft zur Förderung von Forschung, Prävention, Rehabilitation und Selbsthilfe bei Poliomyelitis und deren Spätfolgen. Sie ist ein eingetragener Verein (e.V.), Vereinssitz ist Gießen. 
Schirmherren sind die ehemalige Bundestagspräsidentin Rita Süssmuth und der ehemalige Europaabgeordnete Ozan Ceyhun. 
Der Verein gibt vierteljährlich die Fachzeitschrift Polio Europa Aktuell (ISSN 1618-8551) heraus. Die Mitgliedschaft steht sowohl Betroffenen, als auch Nichtbetroffenen offen. Mitgliedern wird der Polio-Ratgeber ausgehändigt.
In einigen Städten Deutschlands wurden Polio-Treffs gegründet, die sich regelmäßig treffen.  
Vorträge werden zum Welt-Poliotag und zur Mitgliederversammlung organisiert.